# Batis celluda gorja-morada
La batis celluda gorja-morada (Platysteira cyanea) és un ocell de la família dels platistèirids (Platysteiridae).

## Hàbitat i distribució
Viu als clars del bosc i bosc de ribera al Senegal, Gàmbia, sud-oest de Mali, Guinea Bissau, Burkina Faso, Guinea, Sierra Leone, Libèria, Costa d'Ivori, Ghana, Togo, Benín, Nigèria i sud de Níger, Camerun, el Gabon, República del Congo, República Centreafricana, Sudan del Sud i oest i sud d'Etiòpia, cap al sud a l'extrem nord-oest d'Angola, sud-oest, sud, est, i nord-est de la República Democràtica del Congo, Uganda, Ruanda, Burundi, oest de Kenya i nord-oest de Tanzània.